# Sympetrum corruptum
Sympetrum corruptum – gatunek ważki z rodziny ważkowatych (Libellulidae). Występuje na terenie Ameryki Środkowej, Ameryki Północnej, Europy i Azji Północnej (oprócz Chin).